# Zamia manicata
Zamia manicata är en kärlväxtart som beskrevs av Jean Jules Linden och Eduard August von Regel. Zamia manicata ingår i släktet Zamia och familjen Zamiaceae. IUCN kategoriserar arten globalt som nära hotad. Inga underarter finns listade i Catalogue of Life.